# Quadrastichus soloni
Quadrastichus soloni är en stekelart som beskrevs av Kostjukov 2000. Quadrastichus soloni ingår i släktet Quadrastichus och familjen finglanssteklar. Inga underarter finns listade i Catalogue of Life.